# Габор Вона
Габор Вона (на унгарски: Vona Gábor) е унгарски политик, лидер на Движение за по-добра Унгария (Йоббик) от 2006 до 2018 г.

## Биография
Вона е роден на 20 август 1978 г. в Дьондьош. Завършва висше образование с история и психология в Будапещенския университет. Работи като учител по история за кратък период от време. Живее в Обуда със съпругата си и със сина си Бенедек. Родителите му са пенсионери.

## Кариера
Габор Вона е сред основателите на националистическата партия Движение за по-добра Унгария (Йоббик), като първо е заместник-председател. След това той е избран за лидер на партията през 2006 г.
През 2009 г. Вона многократно призовава за смяна на правителството, а на управляващите политици да се „търси отговорност“, отнасящо се до Ференц Дюрчан и Гордон Байнаи. Той се счита за „ЕС реалист“ с аргумента, че ЕС трябва да поеме в нова посока на увеличаване на ролята на нациите. Твърди, че националната полиция трябва да бъде значително засилена и подкрепя въвеждането на „правото на три предупреждения“ в американски стил.
Кандидат е на Йоббик за позицията на министър-председател на Унгария през 2010 г. и 2014 г. на парламентарните избори. На пресконференция Вона заявява, че ще бъдат не просто избори, на които хората ще гласуват за последните шестдесет години, а че съдбата на Унгария трябва да се върне обратно на унгарците, а не унгарците да са втора класа хора в собствената си страна.
След изборите, на конгрес на партията е избран за лидер на парламентарната група на Йоббик. Става и член на парламентарната комисия по земеделието.
През ноември 2013 г., Вона изразява оптимизъм за перспективите на парламентарните избори през 2014 г., като казва, че партията планиран „не по-малко от изборна победа през 2014 г.“ Той твърди, че кандидатите на Йоббик се справят добре на местните избори и че проучванията на общественото мнение показват, че Йоббик е най-популярната партия сред избирателите на възраст под 35 години. Той заявява, че радикалната националистическа партия иска да свали целия 24-годишен период, тъй като смяната на режима не само сегашното правителство през пролетта. Партията подготвя предизборната си програма, наречена „Ние ще го кажем, ние ще го решим“, която се фокусира върху гарантирането на препитанието за хората, сигурност и ред. Вона твърди, че неговата партия ще инициира референдум за защита на унгарската земя и за изменение на договора за присъединяване на Унгария към Европейския съюз.
На 26 януари 2014 г. Вона провежда митинг в лондонския Хайд парк, след като стотици британски антифашистки демонстранти блокират достъпа на поддръжниците на Йоббик до мястото, където той първоначално планира да говори в близост до метростанция Холборн. Той обещава работни места у дома за унгарците, живеещи и работещи в Лондон, ако партията му спечели парламентарните избори през април. Йоббик няма и не ще изработва законопроекти, които правят разлика между гражданите, основана на техния етнически произход, добавя той. Остро разкритикува изборния закон за забрана на унгарците, живеещи в чужбина да гласуват по пощата на парламентарните избори.
На 12 март 2014 г., министър-председателят на Румъния Виктор Понта, потвърждава, че тече официална процедура за деклариране на Габор Вона като персона нон грата в Румъния, след като на 19 март президентът Траян Бъсеску одобрява предложение на румънското вътрешно министерство. Бъсеску иска от румънското правителство и парламента да се забрани на членове на Йоббик да влизат в Румъния, след протест за искане на автономия за Секейска земя в Търгу Муреш на 10 март, когато румънските медии съобщават за бурно поведението на „унгарските екстремистки групи“.

## Унгарска гвардия
През юни 2007 г. Габор Вона основава радикалната организация Унгарска гвардия. Организацията е забранена с решение на градския съд на Будапеща от 16 декември 2008 г. с мотива, че дейността ѝ е насочена „срещу човешките права на малцинствата, които са гарантирани от Конституцията на Унгария“.
На митинг преди изборите през 2010 г., Вона настоява, че ако бъде избран, той ще носи гвардейска униформа на първия ден на парламента. Вона предизвиква много спорове, при откриването на новия унгарски парламент на 14 май 2010 г., след като е облечен с бяла риза и черна жилетка от униформа на забранената организация. Премиерът в оставка Гордън Байнай, призовава министъра на правосъдието Имре Форгач да започне процедура срещу Габор Вона. Вона обявява, че ако жилетката е незаконна, ще го започне акт на гражданско неподчинение, като е готов да се справи с последиците.